# Smögens kyrka
Smögens kyrka är en kyrkobyggnad mitt på ön Smögen i Sotenäs kommun. Kyrkan ligger precis vid den västra foten till Glommeberget. Den tillhör sedan 2010 Södra Sotenäs församling (tidigare Smögens församling) i Göteborgs stift. 

## Kyrkobyggnaden
Kyrkan är i nygotisk stil och uppfördes 1904–1905 efter ritningar av Adrian C. Peterson. Den består av ett långhus med ett femsidigt kor i öster och ett torn i väster. Norr om koret finns en vidbyggd sakristia. I tornets bottenvåning finns huvudingången och vapenhuset. Tornet kröns av en åttakantig tornspira. Utvändigt är kyrkan klädd med gult tegel, men invändigt är den vitkalkad. Tidigt drabbades kyrkan av fuktproblem och genomgick sin första reparation 1910. Vid en senare reparation 1944 var tornets och västfasadens gavelpartier så pass frostskadade att de revs. Vid en restaurering 1927 försågs kyrkorummets innertak med tunnvalv. År 1955 fick korfönstren glasmålningar utförda av Ernst Söderberg.

## Inventarier
- Den åttakantiga dopfunten är huggen i rödgrå granit som polerats. Funten skänktes till kyrkan 1930.
- Altartavlan är målad 1905 av Alfred Collin. Dess motiv är Jesus i Getsemane.
- I tornet hänger två kyrkklockor gjutna 1905 av Bergholtz klockgjuteri.
- Vid kyrkorummets nordöstra sida finns predikstolen som har ingång från sakristian. Den åttasidiga korgen är samtida med kyrkan. Ovanför korgen finns ett ljudtak som tillkom 1927. Predikstolen har målningar utförda 1956 av Ernst Söderberg.

## Orgel
- Orgelhuset är samtida med kyrkan. Ett nytt orgelverk tillkom 1960, men sedan 1988 är huvudinstrumentet en elorgel.

## Bilder

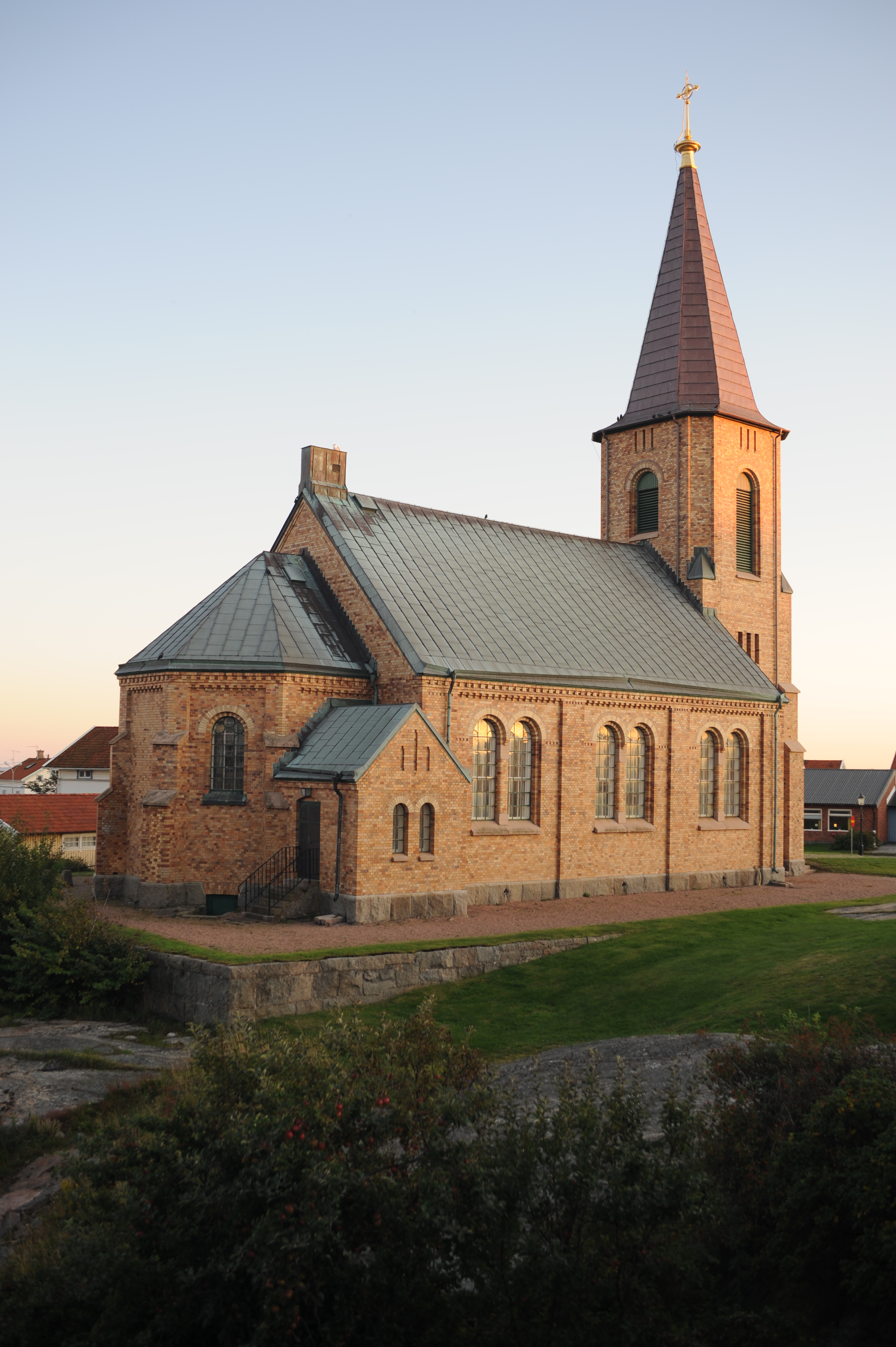
Vy från nordost.
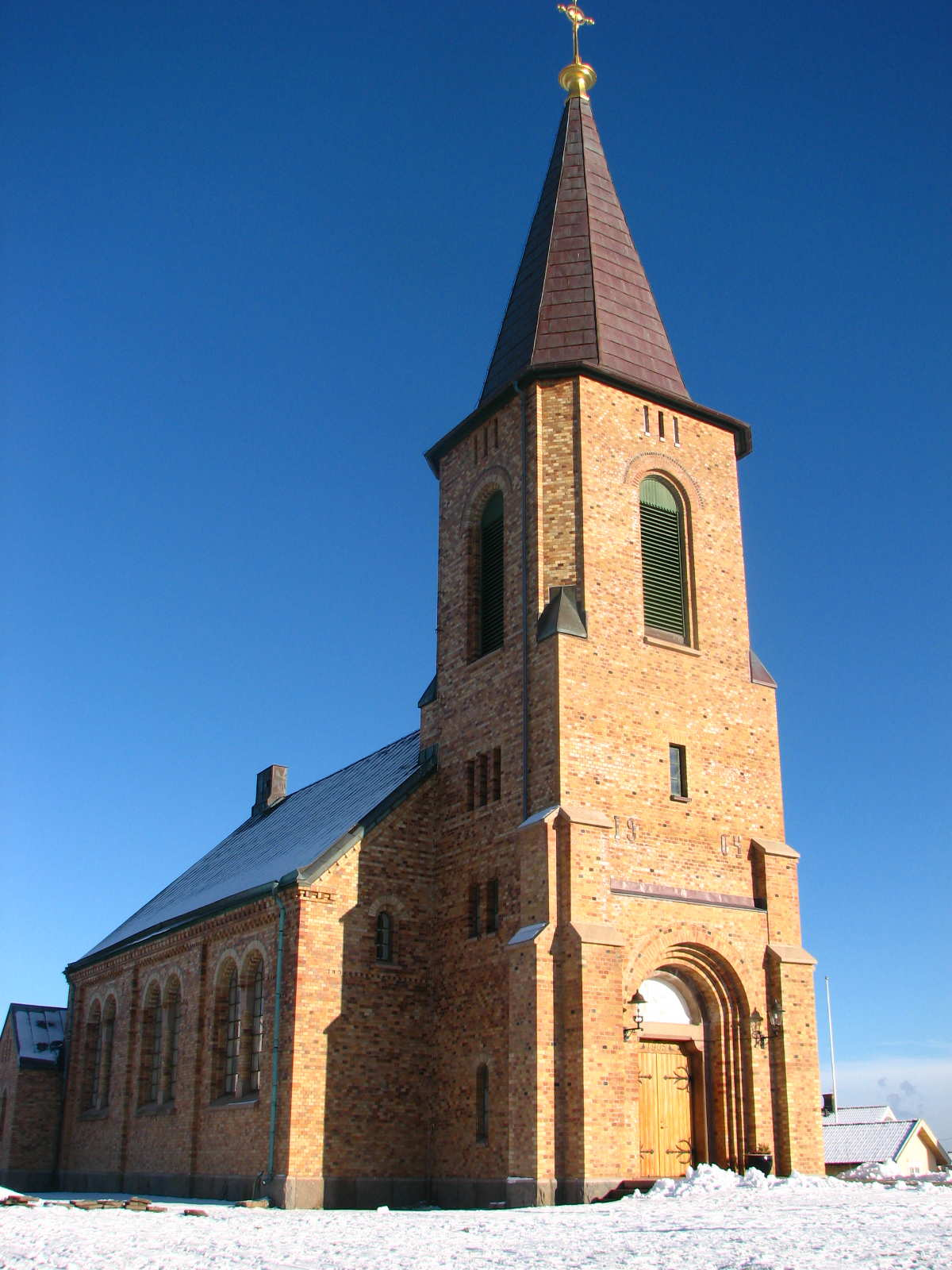
Vy från sydväst.
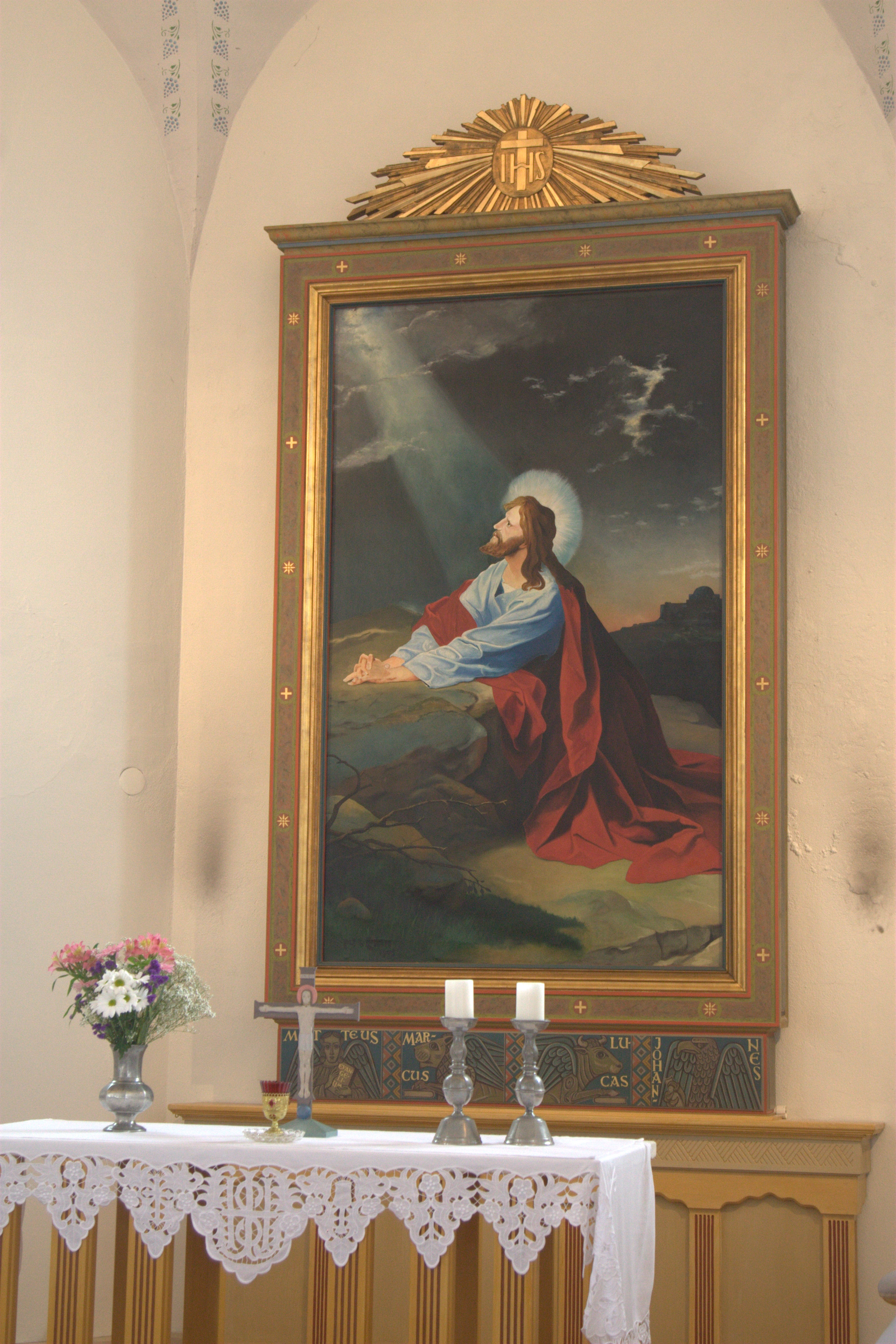
Altartavlan.
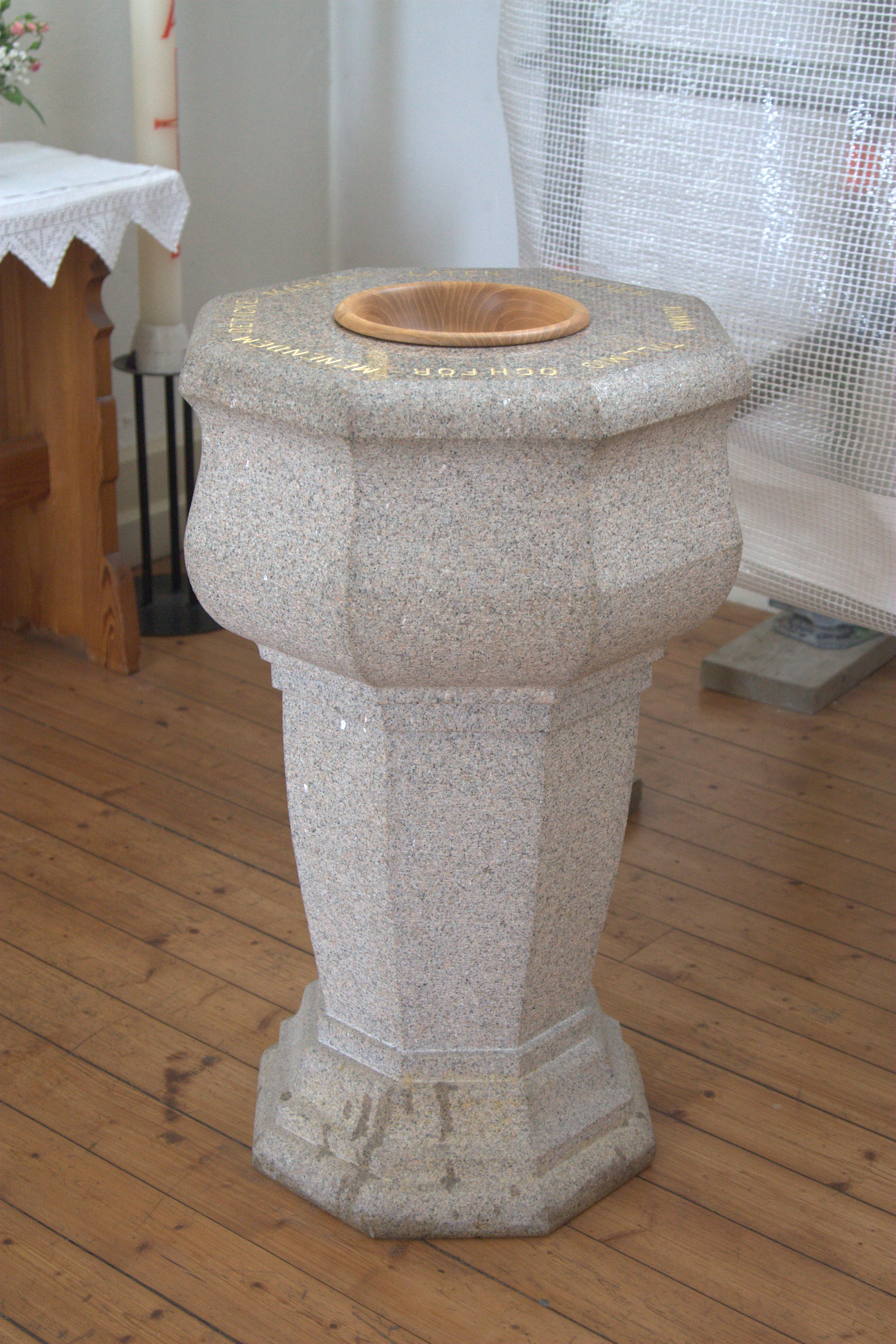
Dopfunten.

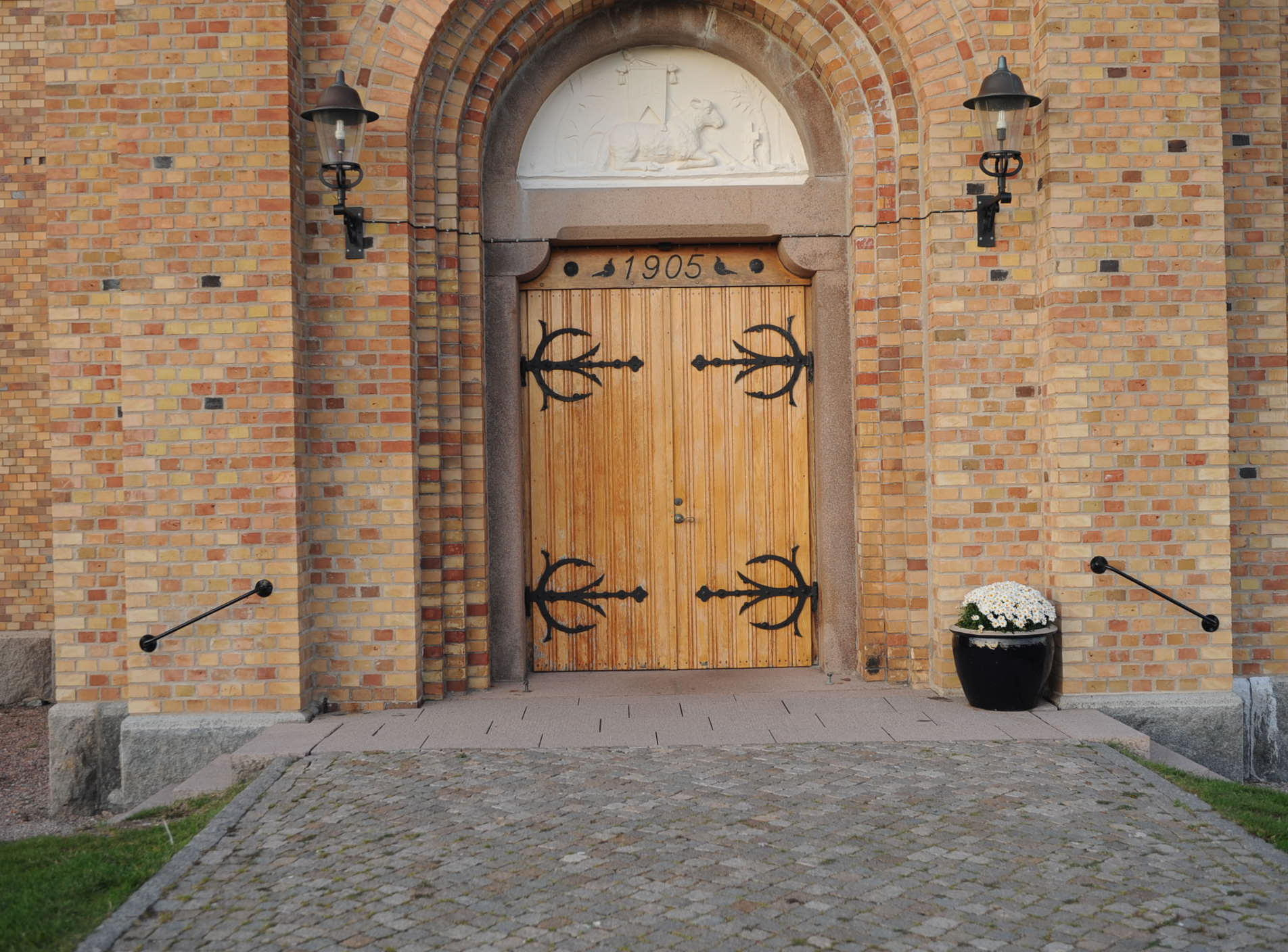
Entrén.
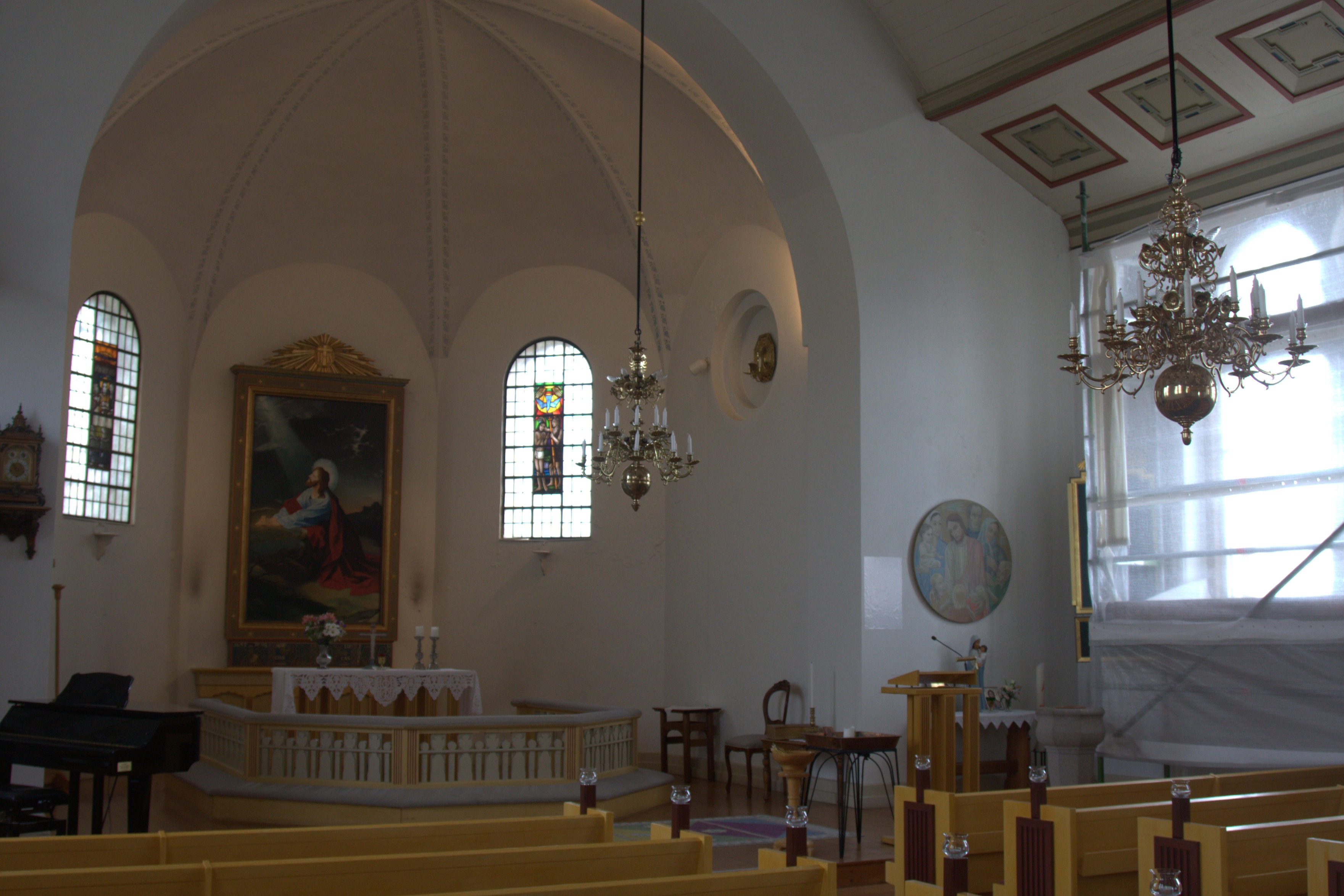
Interiör.
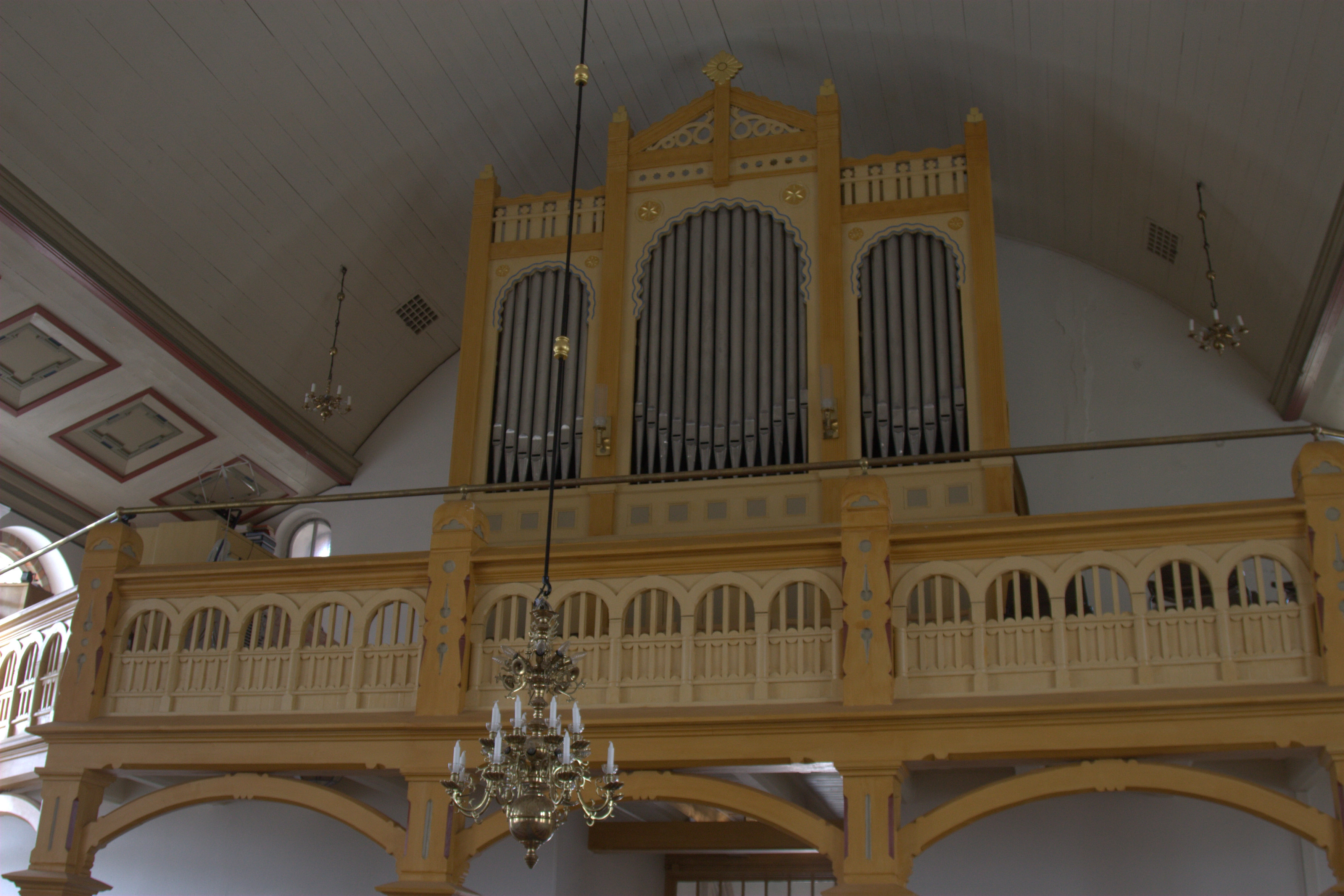
Orgelläktaren.
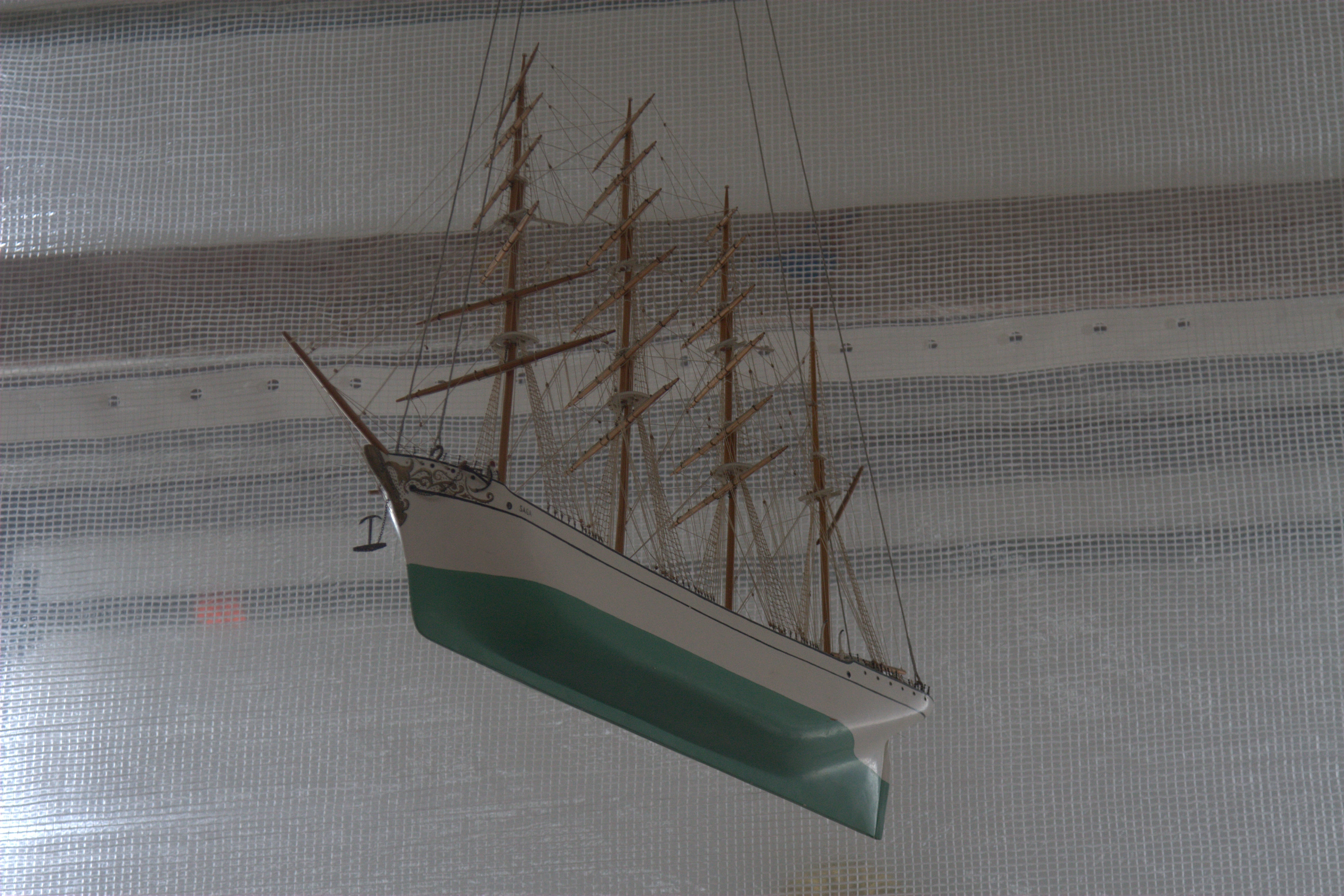
Votivskepp.